# Canicosa de la Sierra
Canicosa de la Sierra – gmina w Hiszpanii, w prowincji Burgos, w Kastylii i León, o powierzchni 29,53 km². W 2011 roku gmina liczyła 554 mieszkańców.